# 奧列安達

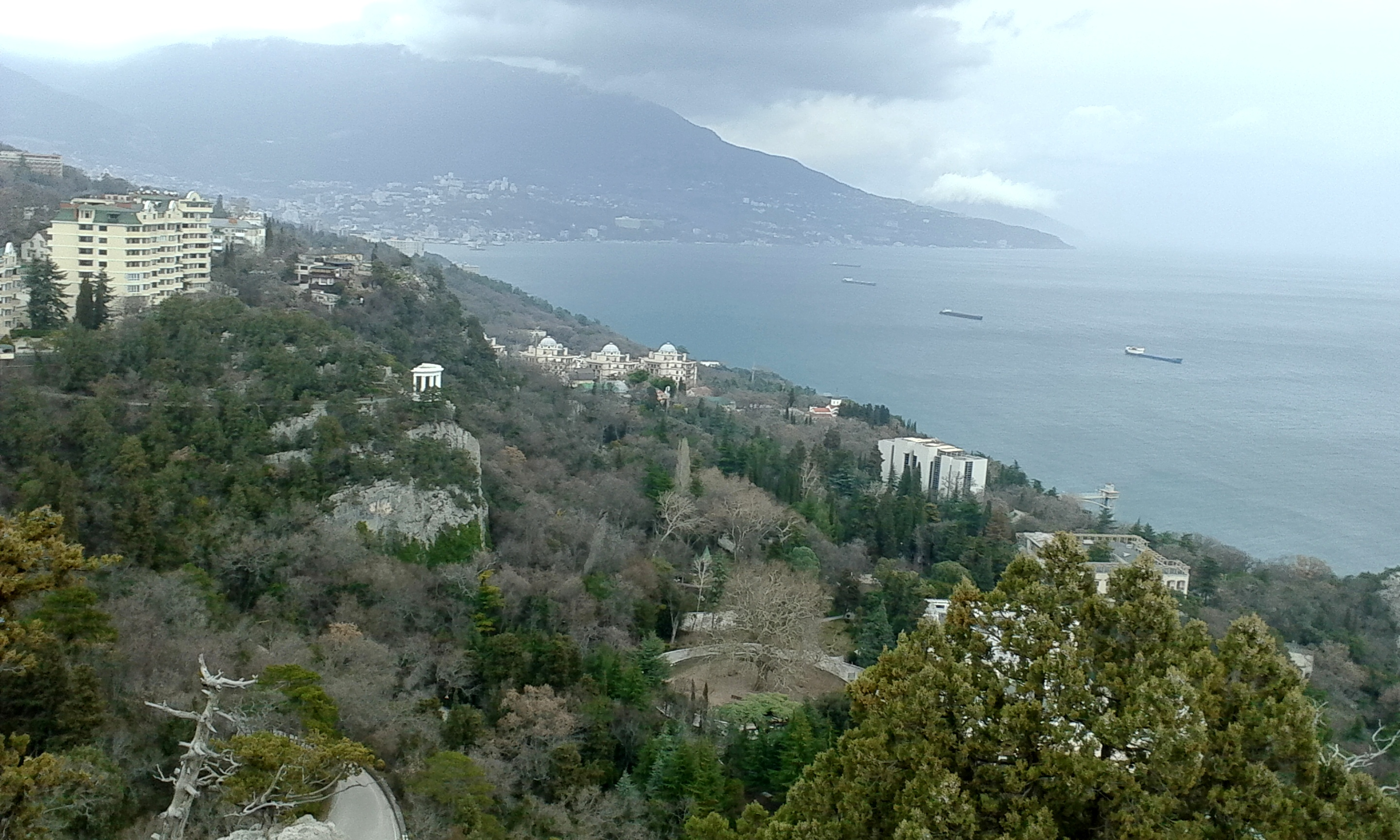
海边风景

奥雷安达（烏克蘭語：Ореанда），又按俄语读音译为奧列安達（俄语：Ореанда），法理上是乌克兰克里米亚自治共和国雅尔塔区的市级镇，但事实上是俄罗斯克里米亞共和國雅尔塔市议会下辖的市级镇。距離雅爾塔5公里，面積1.36平方公里，海拔高度197米，2011年人口893，人口密度每平方公里656.62人。

## 外部連結
- Историческая информация об имении Ореанда （页面存档备份，存于） （俄文）

44°27′31″N 34°8′12″E / 44.45861°N 34.13667°E